# Cakanovac
Cakanovac (cyr. Цакановац) – wieś w Serbii, w okręgu pczyńskim, w gminie Preševo. W 2002 roku liczyła 221 mieszkańców.